# Österreichischer Frauen-Fußballcup 1983/84
Der Österreichische Frauen-Fußballcup wurde in der Saison 1983/84 unter dem Namen ÖFB-Frauen-Fußball-Cup, ausgerichtet vom Wiener Fußball-Verband, zum 12. Mal ausgespielt. Den Pokal gewann zum fünften Mal der ESV Ostbahn XI Wien.

## Teilnehmende Mannschaften
Für den österreichischen Frauen-Fußballcup hätten sich anhand der Teilnahme der Ligen der Saison 1983/84 folgende 12(!!) Mannschaften, die nach der Saisonplatzierung der Frauen-Bundesliga 1982/83 und der Damenliga Ost 1982/83 geordnet sind, qualifiziert. Teams, die als durchgestrichen gekennzeichnet sind, nahmen am Wettbewerb aus diversen Gründen nicht am Wettbewerb teil oder sind zweite Mannschaften und spielten daher nicht um den Pokal mit. Weiters konnten noch Vertreter aus den anderen Bundesländern teilnehmen.
| Frauen-Bundesliga (9) | Damenliga Ost (2) | Vertreter aus den anderen Bundesländern (1) |
| --- | --- | ------------------------------------------- |
| - USC Landhaus (W) - DFC Ostbahn XI (W) (C) - SV Aspern (W) - 1. DFC Leoben (ST) - Union Kleinmünchen (OÖ) - Tyrolia Halbturn (B) - DFC Alland-Brunn (NÖ) - LUV Graz (ST) - KSV Wiener Berufsschulen (W) | - USC Landhaus II (W) - SC Wullersdorf (NÖ) - SV Aspern II (W) - DFC Ostbahn XI II (W) - KSV Wiener Berufsschulen II (W) - ASV Vösendorf (NÖ) (N) | - FC Wacker Innsbruck (T)                   |
| Erläuterungen Länderkürzel: (B): Burgenland, (OÖ): Oberösterreich, (NÖ): Niederösterreich, (ST): Steiermark, (T): Tirol, (W): Wien                                                                       | |                                             |

| (C) | amtierender Cupsieger 1982/83    |
| (A) | Absteiger der Saison 1983/84     |
| (N) | Neuaufsteiger der Saison 1983/84 |

## Turnierverlauf
Es liegen nur die Ergebnisse von ein paar Begegnungen vor dem Finale vor.

### 1. Cuprunde
| Datum        |                     | Ergebnis |           |
| ------------ | ------------------- | -------- | --------- |
| keine Angabe | FC Wacker Innsbruck |          | spielfrei |

### 2. Cuprunde
| Datum        |                     | Ergebnis |                 |
| ------------ | ------------------- | -------- | --------------- |
| keine Angabe | FC Wacker Innsbruck | 3:0 1    | SG Alland/Brunn |

### Viertelfinale
| Datum        |              | Ergebnis |                     |
| ------------ | ------------ | -------- | ------------------- |
| keine Angabe | USC Landhaus | 2:1      | FC Wacker Innsbruck |

### Halbfinale
| Datum        |                | Ergebnis |  |
| ------------ | -------------- | -------- |  |
| keine Angabe | DFC Ostbahn XI | :        |  |
| keine Angabe | LUV Graz       | :        |  |

### Finale
Das Finale wurde am Sportplatz Aspang, Aspang-Markt in Niederösterreich ausgetragen.
| Datum        |                | Ergebnis |          |
| ------------ | -------------- | -------- | -------- |
| keine Angabe | DFC Ostbahn XI | 3:1      | LUV Graz |